# Élection législative partielle de 2025 dans la 2e circonscription de Paris
Pour des articles plus généraux, voir Élections législatives partielles au cours de la XVIIe législature de la Cinquième République française et Élections municipales françaises de 2026.
L'élection législative partielle de 2025 dans la 2e circonscription de Paris est prévue les 21 et 28 septembre 2025. Elle vise au remplacement du député Jean Laussucq déclaré inéligible par le Conseil Constitutionnel le 11 juillet 2025, après rejet de ses comptes de campagne.
Cette élection partielle est particulièrement scrutée du fait des candidats en lice (présence de l'ex-Premier ministre Michel Barnier, de la ministre de la Culture en poste Rachida Dati, de l'ex-ministre des Sports socialiste Frédérique Bredin et du député européen RN Thierry Mariani) et des enjeux qui l'entourent (l'élection, se tenant à six mois des élections municipales, est vue comme un test pour Paris). Elle met en outre aux prises quatre membres ou ancien membres de gouvernement.

## Candidats et campagne
Dans la foulée de l'annonce de l'annulation de Jean Laussucq, Michel Barnier se déclare candidat à l'élection partielle, sans que l'on sache dans un premier temps s'il bénéficiera ou non de l'investiture des Républicains. Rachida Dati se déclare candidate quelques jours plus tard. En plus des deux candidats issus des LR, des rumeurs font état d'une possible candidature de la ministre du Numérique, Clara Chappaz. Thierry Mariani, candidat du Rassemblement national à la mairie de Paris, annonce également sa candidature, le 17 juillet.
A la fin du mois de juillet, un sondage IFOP donne Rachida Dati (33 %) en tête d'un potentiel premier tour, face au candidat putatif de la gauche François Comet (30 %) et à Michel Barnier (28 %), dans l'hypothèse où celui-ci serait soutenu par LR et elle par la majorité présidentielle. Thierry Mariani (8 %) et la possible candidate de Lutte ouvrière Charline Joliveau (1 %) seraient loin derrière. Au second tour, Dati l'emporterait face à Barnier avec quatre points d'avance.
Le 6 août 2025, le Parti socialiste investit l'ancienne ministre Frédérique Bredin pour tenter de casser le duel installé entre Rachida Dati et Michel Barnier.

## Sondages

### Premier tour
| Source                                                                                          | Date de réalisation | Échantillon | LO       | NFP   | LR diss. | LR      | RN      |
| Source                                                                                          | Date de réalisation | Échantillon | Joliveau | Comet | Dati     | Barnier | Mariani |
| ----------------------------------------------------------------------------------------------- | ------------------- | ----------- | -------- | ----- | -------- | ------- | ------- |
| Source                                                                                          | Date de réalisation | Échantillon |          |       |          |         |         |
| Michel Barnier est investi par Les Républicains au détriment de Rachida Dati (28 juillet 2025). |                     |             |          |       |          |         |         |
| Ifop                                                                                            | 17-21 juillet 2025  | 600         | 1        | 30    | 33a      | 28      | 8       |

### Second tour
| Source                                                                                          | Date de réalisation | Échantillon | NFP   | LR diss. | LR      |
| Source                                                                                          | Date de réalisation | Échantillon | Comet | Dati     | Barnier |
| ----------------------------------------------------------------------------------------------- | ------------------- | ----------- | ----- | -------- | ------- |
| Source                                                                                          | Date de réalisation | Échantillon |       |          |         |
| Michel Barnier est investi par Les Républicains au détriment de Rachida Dati (28 juillet 2025). |                     |             |       |          |         |
| Ifop                                                                                            | 17-21 juillet 2025  | 600         | 39    | 61a      | —       |
| Ifop                                                                                            | 17-21 juillet 2025  | 600         | —     | 52a      | 48      |

a  Testée comme candidate de la majorité présidentielle